# Rolf Attenhofer
Rolf Attenhofer (* 22. Januar 1940 in Bern) ist ein Schweizer Kleinkünstler.

## Leben und Wirken
Attenhofer gründete 1965 mit Hugo Ramseyer den Zytglogge Verlag (der erste Firmenstandort war Attenhofers Wohnstube in Gümligen). Von 1964 bis 1966 wirkte er bei den Berner Troubadours mit. Als „Cabaret–Pianist“ vertonte er Liedtexte von Rosmarie Fahrer.